# Alfred Dutheillet de Lamothe
Pour les articles homonymes, voir Famille du Teilhet de Lamothe.
Alfred Dutheillet de Lamothe (3 avril 1904 - 23 avril 2001) est un avocat et résistant, résidant à Saint-Yrieix-la-Perche pendant la Seconde Guerre mondiale.

## Biographie
Après des études de Sciences politiques et de Droit, Alfred Dutheillet de Lamothe est inscrit au barreau de Paris et plaide des affaires d’Assises. En 1939 et 1940, il est lieutenant dans l'armée française. Après la défaite, il s'installe à Saint-Yrieix-la-Perche et adhère au mouvement Combat. Il prend part à la Résistance des maquis du Limousin au sein du Bataillon Violette et de la Brigade RAC sous le pseudonyme de Capitaine Fred.
Il est l'auteur de plusieurs ouvrages relatant ces épisodes de la Résistance.

## Publications
- le Bataillon Violette, Imprimerie Fabrègues, 1975 (ASIN B0014KNM46).
- La Brigade RAC, Saint-Yrieix, Imprimerie Fabrègues, 1977, 498 p. (ASIN B00873A7U0).
- L'affaire de Saintes, 4 septembre 1944, les combattants racontent, Imprimerie Fabrègues, 1989 (ASIN B00K55CARQ).

## Pour approfondir